# Onthophagus sydneyensis
Onthophagus sydneyensis es una especie de insecto del género Onthophagus, familia Scarabaeidae, orden Coleoptera.
Fue descrita científicamente por Blackburn en 1903.